# 圣阿吉迪教堂 (吕贝克)

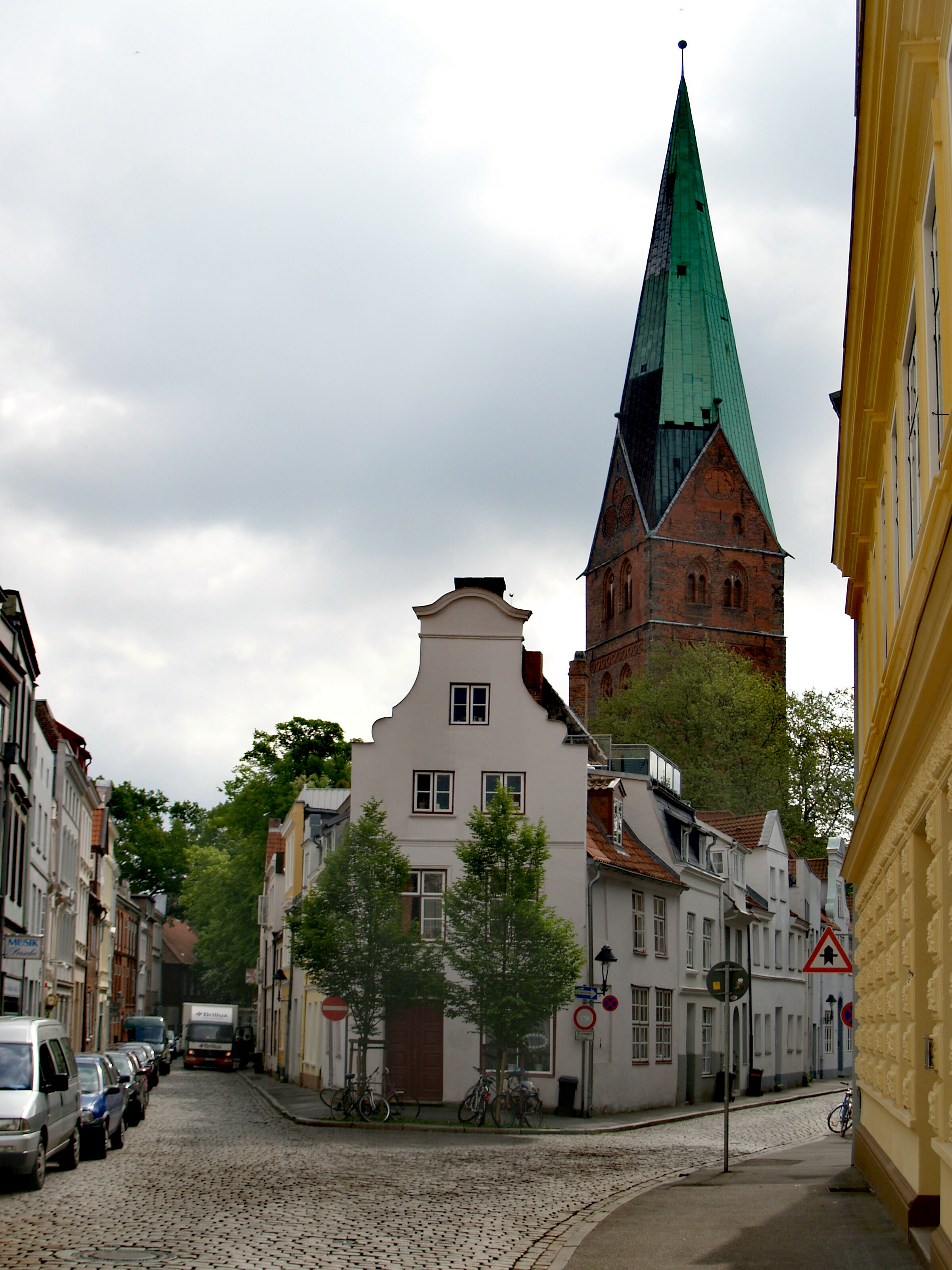
从国王街看圣阿吉迪教堂

圣阿吉迪教堂（德語：Aegidienkirche）是德国吕贝克内城最东面的一座教堂，也是吕贝克内城七座教堂中最小的一座。以圣徒圣吉尔斯命名。这里是贸易区的中心，位于朝向市中心的小山的东坡。在教堂附近的社区一直居住着许多需要社会照顾的无家可归者。一些过去的修道院成了他们居住的地方，例如Aegidienhof，而圣安妮修院现在作为博物馆。现在它们都属于吕贝克老城的阿吉迪区（Aegidien-Viertel）。

## 历史
1227年，圣阿吉迪教堂首次见于文献记载。1530年吕贝克宗教改革期间，这座教堂发挥了关键作用。

## 现状
该教堂目前是吕贝克社区的连结力量，包括音乐和合唱（尤其是由吕贝克巴赫合唱团），以新方式的文化生活融入信仰，也是面向无家可归者社会工作的中心。现在有4700名成员，这座吕贝克老城最小的教堂却拥有最多的成员。